# Phaneroptila
Phaneroptila is een geslacht van rechtvleugeligen uit de familie sabelsprinkhanen (Tettigoniidae). De wetenschappelijke naam van dit geslacht is voor het eerst geldig gepubliceerd in 1957 door Uvarov.

## Soorten
Het geslacht Phaneroptila  is monotypisch en omvat slechts de volgende soort:
- Phaneroptila insularis (Uvarov, 1957)